# 输尿管
输尿管（拉丁語：Ureter）是位于腹膜外位的细长肌性管道，左右各一，约平第2腰椎上缘起自肾盂末端，终于膀胱。长约20～30厘米，平均管径0.5～1.0厘米，最窄处口径只有0.2～0.3厘米。输尿管的主要作用是将肾脏所排泄的尿液排入膀胱。

## 組織機制
输尿管可分为上、中、下三段，也可称为腹段、盆段、膀胱段（壁内段）。输尿管的腹段始于肾盂下端，在腹后壁腹膜的深面，经腰大肌前面下行至其中点附近，与睾丸血管（男性）或卵巢血管交叉，通常血管在其前方走行，达小骨盆入口处。在此处，左输尿管越过左髂总动脉末端前方；右输尿管则经过右髂外动脉起始部的前方。
自小骨盆入口处，从髂血管入盆腔，先沿盆侧壁向下向后，经盆腔侧壁和髂内血管、腰骶干和骶髂关节前方下行，跨过闭孔神经血管束，达坐骨棘水平，这一段称为盆段。男性输尿管走向前、内、下方，经直肠前外侧壁与膀胱后壁之间，在输精管后方并与之交叉，从膀胱底外上角向内下穿入膀胱壁。女性输尿管经子宫颈外侧约2.5厘米处，从子宫动脉后下方绕过，行向下内至膀胱底穿入膀胱壁内。
输尿管的壁内段是输尿管位于膀胱壁内，长约1.5厘米的斜行部分。膀胱充盈时，膀胱内压的升高导致壁内部的管腔闭合，从而阻止尿液向输尿管中的反流。
输尿管管壁由三种组织所构成，最外为筋膜组织，其中有丰富的血管和神经纤维；中间为三层肌肉，内外层为纵行肌，中间一层为环形肌；最里为粘膜层，与肾盂及膀胱粘膜是连贯的。粘膜下层有丰富的网状淋巴管，是肾脏向下、膀胱向上感染的途径之一。
输尿管全程有三处狭窄：上狭窄，位于肾盂输尿管移行处；中狭窄，位于骨盆上口，输尿管跨过髂血管处；下狭窄，輸尿管進入膀胱處。肾结石随尿液下行时，容易嵌顿在输尿管的狭窄处，引起管壁平滑肌痉挛，发生剧烈的绞痛和出现排尿障碍等症状。

## 外部連結
- 人体解剖学在线（Human Anatomy Online）网站上的相关图片：40:06-0111 — "Posterior Abdominal Wall: Internal Structure of a Kidney"
- Anatomy figure: 43:08-02 at Human Anatomy Online, SUNY Downstate Medical Center — "Relationship of the ureter to the uterine artery."
- Anatomy figure: 44:02-01 at Human Anatomy Online, SUNY Downstate Medical Center — "Mid-sagittal section of male pelvis."
- Anatomy image:8923 at the SUNY Downstate Medical Center
- Anatomy image:8945 at the SUNY Downstate Medical Center
- Organology at UC Davis Urinary/mammal/ureter/ureter1 — "Mammal, ureter (LM, Medium)"
- Histology at KUMC urinary-renal15 — "Ureter"
- 橫截面圖像：pelvis/pelvis-female-17 - 維也納醫科大學生物塑化實驗室提供